# Долґанув
Долґанув (пол. Dołganów, нім. Dolgenow) — село в Польщі, у гміні Ромбіно Свідвинського повіту Західнопоморського воєводства.